# НБА в сезоні 2004—2005
Сезон НБА 2004—2005 був 59-им сезоном в Національній баскетбольній асоціації. Переможцями сезону стали «Сан-Антоніо Сперс», які здолали у фінальній серії «Детройт Пістонс».

## Регламент змагання
Участь у сезоні брали 30 команд, розподілених між двома конференціями — Східною і Західною, кожна з яких у свою чергу складалася з трьох дивізіонів.
По ходу регулярного сезону кожна з команд-учасниць провела по 82 гри (по 41 грі на власному майданчику і на виїзді). При цьому з командами свого дивізіону проводилося по чотири гри, із шістьома командами з інших дивізіонів своєї конференції — теж по чотири гри, а з рештою чотирма командами своєї конференції — по три. Нарешті команди з різних конференцій проводили між собою по два матчі.
До раунду плей-оф виходили по вісім найкращих команд кожної з конференцій, причому переможці дивізіонів посідали місця угорі турнірної таблиці конференції, навіть при гірших результатах, ніж у команд з інших дивізіонів, які свої дивізіони не виграли. Плей-оф відбувався за олімпійською системою, за якою найкраща команда кожної конференції починала боротьбу проти команди, яка посіла восьме місце у тій же конференції, друга команда конференції — із сьомою, і так далі. В усіх раундах плей-оф переможець кожної пари визначався в серії ігор, яка тривала до чотирьох перемог однієї з команд.
Чемпіони кожної з конференцій, що визначалися на стадії плей-оф, для визначення чемпіона НБА зустрічалися між собою у Фіналі, що складався із серії ігор до чотирьох перемог.

## Регулярний сезон
Регулярний сезон тривав з 2 листопада 2004 р. по 20 квітня 2005 р., найкращий результат по його завершенні мали «Фінікс Санз».

### Підсумкові таблиці за дивізіонами
| Атлантичний                     | В  | П  | %П   | Відст | Дом   | Гост  | Див  |
| ------------------------------- | -- | -- | ---- | ----- | ----- | ----- | ---- |
| y-«Бостон Селтікс»              | 45 | 37 | .549 | –     | 27–14 | 18–23 | 8–8  |
| x-«Філадельфія Севенті-Сіксерс» | 43 | 39 | .524 | 2     | 25–16 | 18–23 | 8–8  |
| x-«Нью-Джерсі Нетс»             | 42 | 40 | .512 | 3     | 24–17 | 18–23 | 11–5 |
| «Нью-Йорк Нікс»                 | 33 | 49 | .402 | 12    | 22–19 | 11–30 | 6–10 |
| «Торонто Репторз»               | 33 | 49 | .402 | 12    | 22–19 | 11–30 | 7–9  |

| Центральний          | В  | П  | %П   | Відст | Дом   | Гост  | Див |
| -------------------- | -- | -- | ---- | ----- | ----- | ----- | --- |
| y-«Детройт Пістонс»  | 54 | 28 | .659 | –     | 32–9  | 22–19 | 8–8 |
| x-«Чикаго Буллз»     | 47 | 35 | .573 | 7     | 27–14 | 20–21 | 8–8 |
| x-«Індіана Пейсерз»  | 44 | 38 | .537 | 10    | 25–16 | 19–22 | 9–7 |
| «Клівленд Кавальєрс» | 42 | 40 | .512 | 12    | 29–12 | 13–28 | 7–9 |
| «Мілвокі Бакс»       | 30 | 52 | .366 | 24    | 23–18 | 7–34  | 8–8 |

| Південно-Східний      | В  | П  | %П   | Відст | Дом   | Гост  | Див  |
| --------------------- | -- | -- | ---- | ----- | ----- | ----- | ---- |
| y-«Маямі Гіт»         | 59 | 23 | .720 | –     | 35–6  | 24–17 | 15–1 |
| x-«Вашингтон Візардс» | 45 | 37 | .549 | 14    | 29–12 | 16–25 | 10–6 |
| «Орландо Меджик»      | 36 | 46 | .439 | 23    | 24–17 | 12–29 | 6–10 |
| «Шарлотт Бобкетс»     | 18 | 64 | .220 | 41    | 14–27 | 4–37  | 7–9  |
| «Атланта Гокс»        | 13 | 69 | .159 | 46    | 9–32  | 4–37  | 2–14 |

| Північно-Західний         | В  | П  | %П   | Відст | Дом   | Гост  | Див  |
| ------------------------- | -- | -- | ---- | ----- | ----- | ----- | ---- |
| y-«Сіетл Суперсонікс»     | 52 | 30 | .634 | –     | 26–15 | 26–15 | 11–5 |
| x-«Денвер Наггетс»        | 49 | 33 | .598 | 3     | 31–10 | 18–23 | 9–7  |
| «Міннесота Тімбервулвз»   | 44 | 38 | .537 | 8     | 24–17 | 20–21 | 10–6 |
| «Портленд Трейл-Блейзерс» | 27 | 55 | .329 | 25    | 18–23 | 9–32  | 4–12 |
| «Юта Джаз»                | 26 | 56 | .317 | 26    | 18–23 | 8–33  | 6–10 |

| Тихоокеанський          | В  | П  | %П   | Відст | Дом   | Гост  | Див  |
| ----------------------- | -- | -- | ---- | ----- | ----- | ----- | ---- |
| y-«Фінікс Санз»         | 62 | 20 | .756 | –     | 31–10 | 31–10 | 12–4 |
| x-«Сакраменто Кінґс»    | 50 | 32 | .610 | 12    | 30–11 | 20–21 | 10–6 |
| «Лос-Анджелес Кліпперс» | 37 | 45 | .451 | 25    | 27–14 | 10–31 | 6–10 |
| «Лос-Анджелес Лейкерс»  | 34 | 48 | .415 | 28    | 22–19 | 12–29 | 6–10 |
| «Голден-Стейт Ворріорс» | 34 | 48 | .415 | 28    | 20–21 | 14–27 | 6–10 |

| Південно-Західний     | В  | П  | %П   | Відст | Дом   | Гост  | Див  |
| --------------------- | -- | -- | ---- | ----- | ----- | ----- | ---- |
| y-«Сан-Антоніо Сперс» | 59 | 23 | .720 | –     | 38–3  | 21–20 | 10–6 |
| x-«Даллас Маверікс»   | 58 | 24 | .707 | 1     | 29–12 | 29–12 | 11–5 |
| x-«Х'юстон Рокетс»    | 51 | 31 | .622 | 8     | 26–15 | 25–16 | 10–6 |
| x-«Мемфіс Ґріззліс»   | 45 | 37 | .549 | 14    | 26–15 | 19–22 | 7–9  |
| «Нью-Орлінс Горнетс»  | 18 | 64 | .220 | 41    | 11–30 | 7–34  | 2–14 |

### Підсумкові таблиці за конференціями
| Східна | Східна                          | Східна | Східна | Східна | Східна |
| #      | Команда                         | В      | П      | %П     | Відст  |
| ------ | ------------------------------- | ------ | ------ | ------ | ------ |
| 1      | c-«Маямі Гіт»                   | 59     | 23     | .720   | –      |
| 2      | y-«Детройт Пістонс»             | 54     | 28     | .659   | 5      |
| 3      | y-«Бостон Селтікс»              | 45     | 37     | .549   | 14     |
| 4      | x-«Чикаго Буллз»                | 47     | 35     | .573   | 12     |
| 5      | x-«Вашингтон Візардс»           | 45     | 37     | .549   | 14     |
| 6      | x-«Індіана Пейсерз»             | 44     | 38     | .537   | 15     |
| 7      | x-«Філадельфія Севенті-Сіксерс» | 43     | 39     | .524   | 16     |
| 8      | x-«Нью-Джерсі Нетс»             | 42     | 40     | .512   | 17     |
|        |                                 |        |        |        |        |
| 9      | «Клівленд Кавальєрс»            | 42     | 40     | .512   | 17     |
| 10     | «Орландо Меджик»                | 36     | 46     | .439   | 23     |
| 11     | «Нью-Йорк Нікс»                 | 33     | 49     | .402   | 26     |
| 12     | «Торонто Репторз»               | 33     | 49     | .402   | 26     |
| 13     | «Мілвокі Бакс»                  | 30     | 52     | .366   | 29     |
| 14     | «Шарлотт Бобкетс»               | 18     | 64     | .220   | 41     |
| 15     | «Атланта Гокс»                  | 13     | 69     | .159   | 46     |

| #  | Західна                   | Західна | Західна | Західна | Західна |
| #  | Команда                   | В       | П       | %П      | Відст   |
| -- | ------------------------- | ------- | ------- | ------- | ------- |
| 1  | z-«Фінікс Санз»           | 62      | 20      | .756    | —       |
| 2  | y-«Сан-Антоніо Сперс»     | 59      | 23      | .720    | 3       |
| 3  | y-«Сіетл Суперсонікс»     | 52      | 30      | .634    | 10      |
| 4  | x-«Даллас Маверікс»       | 58      | 24      | .707    | 4       |
| 5  | x-«Х'юстон Рокетс»        | 51      | 31      | .622    | 11      |
| 6  | x-«Сакраменто Кінґс»      | 50      | 32      | .610    | 12      |
| 7  | x-«Денвер Наггетс»        | 49      | 33      | .598    | 13      |
| 8  | x-«Мемфіс Ґріззліс»       | 45      | 37      | .549    | 17      |
|    |                           |         |         |         |         |
| 9  | «Міннесота Тімбервулвз»   | 44      | 38      | .537    | 18      |
| 10 | «Лос-Анджелес Кліпперс»   | 37      | 45      | .451    | 25      |
| 11 | «Лос-Анджелес Лейкерс»    | 34      | 48      | .415    | 28      |
| 12 | «Голден-Стейт Ворріорс»   | 34      | 48      | .415    | 28      |
| 13 | «Портленд Трейл-Блейзерс» | 27      | 55      | .329    | 35      |
| 14 | «Юта Джаз»                | 26      | 56      | .317    | 36      |
| 15 | «Нью-Орлінс Горнетс»      | 18      | 64      | .220    | 44      |

Легенда:
- z — Найкраща команда регулярного сезону НБА
- c — Найкраща команда конференції
- y — Переможець дивізіону
- x — Учасник плей-оф

## Плей-оф
Переможці пар плей-оф позначені жирним. Цифри перед назвою команди відповідають її позиції у підсумковій турнірній таблиці регулярного сезону конференції. Цифри після назви команди відповідають кількості її перемог у відповідному раунді плей-оф. Курсивом позначені команди, які мали перевагу власного майданчика (принаймні потенційно могли провести більшість ігор серії вдома).
|  | Перший раунд        | Перший раунд                  | Перший раунд         |   |                      | Півфінали конференції | Півфінали конференції | Півфінали конференції |  |    | Фінали конференції | Фінали конференції | Фінали конференції |  |    | Фінал НБА          | Фінал НБА | Фінал НБА |
|  |                     |                               |                      |   |                      |                       |                       |                       |  |    |                    |                    |                    |  |    |                    |           |           |
|  | E1                  | «Маямі Гіт»*                  | 4                    |   |                      |                       |                       |                       |  |    |                    |                    |                    |  |    |                    |           |           |
|  | E8                  | «Нью-Джерсі Нетс»             | 0                    |   |                      |                       |                       |                       |  |    |                    |                    |                    |  |    |                    |           |           |
|  | E8                  | «Нью-Джерсі Нетс»             | 0                    |   | E1                   | «Маямі Гіт»*          | 4                     |                       |  |    |                    |                    |                    |  |    |                    |           |           |
|  |                     |                               |                      |   | E1                   | «Маямі Гіт»*          | 4                     |                       |  |    |                    |                    |                    |  |    |                    |           |           |
|  |                     | E5                            | «Вашингтон»          | 0 |                      |                       |                       |                       |  |    |                    |                    |                    |  |    |                    |           |           |
|  | E4                  | E5                            | «Вашингтон»          | 0 | «Чикаго Буллз»       | 2                     |                       |                       |  |    |                    |                    |                    |  |    |                    |           |           |
|  | E4                  |                               |                      |   | «Чикаго Буллз»       | 2                     |                       |                       |  |    |                    |                    |                    |  |    |                    |           |           |
|  | E5                  | «Вашингтон»                   | 4                    |   |                      |                       |                       |                       |  |    |                    |                    |                    |  |    |                    |           |           |
|  | E5                  | «Вашингтон»                   | 4                    |   |                      |                       |                       |                       |  | E1 | «Маямі Гіт»*       | 3                  |                    |  |    |                    |           |           |
|  | Східна конференція  |                               |                      |   |                      |                       |                       |                       |  | E1 | «Маямі Гіт»*       | 3                  |                    |  |    |                    |           |           |
|  |                     | E2                            | «Детройт Пістонс»*   | 4 |                      |                       |                       |                       |  |    |                    |                    |                    |  |    |                    |           |           |
|  | E3                  | E2                            | «Детройт Пістонс»*   | 4 | «Бостон Селтікс»*    | 3                     |                       |                       |  |    |                    |                    |                    |  |    |                    |           |           |
|  | E3                  |                               |                      |   | «Бостон Селтікс»*    | 3                     |                       |                       |  |    |                    |                    |                    |  |    |                    |           |           |
|  | E6                  | «Індіана Пейсерз»             | 4                    |   |                      |                       |                       |                       |  |    |                    |                    |                    |  |    |                    |           |           |
|  | E6                  | «Індіана Пейсерз»             | 4                    |   | E6                   | «Індіана Пейсерз»     | 2                     |                       |  |    |                    |                    |                    |  |    |                    |           |           |
|  |                     |                               |                      |   | E6                   | «Індіана Пейсерз»     | 2                     |                       |  |    |                    |                    |                    |  |    |                    |           |           |
|  |                     | E2                            | «Детройт Пістонс»*   | 4 |                      |                       |                       |                       |  |    |                    |                    |                    |  |    |                    |           |           |
|  | E2                  | E2                            | «Детройт Пістонс»*   | 4 | «Детройт Пістонс»*   | 4                     |                       |                       |  |    |                    |                    |                    |  |    |                    |           |           |
|  | E2                  |                               |                      |   | «Детройт Пістонс»*   | 4                     |                       |                       |  |    |                    |                    |                    |  |    |                    |           |           |
|  | E7                  | «Філадельфія Севенті-Сіксерс» | 1                    |   |                      |                       |                       |                       |  |    |                    |                    |                    |  |    |                    |           |           |
|  | E7                  | «Філадельфія Севенті-Сіксерс» | 1                    |   |                      |                       |                       |                       |  |    |                    |                    |                    |  | E2 | «Детройт Пістонс»* | 3         |           |
|  |                     |                               |                      |   |                      |                       |                       |                       |  |    |                    |                    |                    |  | E2 | «Детройт Пістонс»* | 3         |           |
|  |                     | W2                            | «Сан-Антоніо Сперс»* | 4 |                      |                       |                       |                       |  |    |                    |                    |                    |  |    |                    |           |           |
|  | W1                  | W2                            | «Сан-Антоніо Сперс»* | 4 | «Фінікс Санз»*       | 4                     |                       |                       |  |    |                    |                    |                    |  |    |                    |           |           |
|  | W1                  |                               |                      |   | «Фінікс Санз»*       | 4                     |                       |                       |  |    |                    |                    |                    |  |    |                    |           |           |
|  | W8                  | «Мемфіс Ґріззліс»             | 0                    |   |                      |                       |                       |                       |  |    |                    |                    |                    |  |    |                    |           |           |
|  | W8                  | «Мемфіс Ґріззліс»             | 0                    |   | W1                   | «Фінікс Санз»*        | 4                     |                       |  |    |                    |                    |                    |  |    |                    |           |           |
|  |                     |                               |                      |   | W1                   | «Фінікс Санз»*        | 4                     |                       |  |    |                    |                    |                    |  |    |                    |           |           |
|  |                     | W4                            | «Даллас Маверікс»    | 2 |                      |                       |                       |                       |  |    |                    |                    |                    |  |    |                    |           |           |
|  | W4                  | W4                            | «Даллас Маверікс»    | 2 | «Даллас Маверікс»    | 4                     |                       |                       |  |    |                    |                    |                    |  |    |                    |           |           |
|  | W4                  |                               |                      |   | «Даллас Маверікс»    | 4                     |                       |                       |  |    |                    |                    |                    |  |    |                    |           |           |
|  | W5                  | «Х'юстон Рокетс»              | 3                    |   |                      |                       |                       |                       |  |    |                    |                    |                    |  |    |                    |           |           |
|  | W5                  | «Х'юстон Рокетс»              | 3                    |   |                      |                       |                       |                       |  | W1 | «Фінікс Санз»*     | 1                  |                    |  |    |                    |           |           |
|  | Західна конференція |                               |                      |   |                      |                       |                       |                       |  | W1 | «Фінікс Санз»*     | 1                  |                    |  |    |                    |           |           |
|  |                     | W2                            | «Сан-Антоніо Сперс»* | 4 |                      |                       |                       |                       |  |    |                    |                    |                    |  |    |                    |           |           |
|  | W3                  | W2                            | «Сан-Антоніо Сперс»* | 4 | «Сіетл Суперсонікс»* | 4                     |                       |                       |  |    |                    |                    |                    |  |    |                    |           |           |
|  | W3                  |                               |                      |   | «Сіетл Суперсонікс»* | 4                     |                       |                       |  |    |                    |                    |                    |  |    |                    |           |           |
|  | W6                  | «Сакраменто Кінґс»            | 1                    |   |                      |                       |                       |                       |  |    |                    |                    |                    |  |    |                    |           |           |
|  | W6                  | «Сакраменто Кінґс»            | 1                    |   | W3                   | «Сіетл Суперсонікс»*  | 2                     |                       |  |    |                    |                    |                    |  |    |                    |           |           |
|  |                     |                               |                      |   | W3                   | «Сіетл Суперсонікс»*  | 2                     |                       |  |    |                    |                    |                    |  |    |                    |           |           |
|  |                     | W2                            | «Сан-Антоніо Сперс»* | 4 |                      |                       |                       |                       |  |    |                    |                    |                    |  |    |                    |           |           |
|  | W2                  | W2                            | «Сан-Антоніо Сперс»* | 4 | «Сан-Антоніо Сперс»* | 4                     |                       |                       |  |    |                    |                    |                    |  |    |                    |           |           |
|  | W2                  |                               |                      |   | «Сан-Антоніо Сперс»* | 4                     |                       |                       |  |    |                    |                    |                    |  |    |                    |           |           |
|  | W7                  | «Денвер Наггетс»              | 1                    |   |                      |                       |                       |                       |  |    |                    |                    |                    |  |    |                    |           |           |

* — переможці дивізіонів.

## Лідери сезону за статистичними показниками
| Показник                   | Гравець          | Команда                       | Результат |
| -------------------------- | ---------------- | ----------------------------- | --------- |
| Очки за гру                | Аллен Айверсон   | «Філадельфія Севенті-Сіксерс» | 30,7      |
| Підбирання за гру          | Кевін Гарнетт    | «Міннесота Тімбервулвз»       | 13,5      |
| Передачі за гру            | Стів Неш         | «Фінікс Санз»                 | 11,5      |
| Перехоплення за гру        | Ларрі Г'юз       | «Вашингтон Візардс»           | 2,89      |
| Блокування за гру          | Андрій Кириленко | «Юта Джаз»                    | 3,32      |
| % влучань з гри            | Шакіл О'Ніл      | «Маямі Гіт»                   | 0,600     |
| % влучань штрафних кидків  | Реджі Міллер     | «Індіана Пейсерз»             | 0,933     |
| % влучань 3-очкових кидків | Фред Гойберг     | «Міннесота Тімбервулвз»       | 0,483     |

## Нагороди НБА

### Щорічні нагороди
- Найцінніший гравець: Стів Неш, «Фінікс Санз»
- Новачок року: Емека Окафор, «Шарлотт Бобкетс»
- Найкращий захисний гравець: Бен Воллес, «Детройт Пістонс»
- Найкращий шостий гравець: Бен Гордон, «Чикаго Буллз»
- Найбільш прогресуючий гравець: Боббі Сіммонс, «Лос-Анджелес Кліпперс»
- Тренер року: Майк Д'Антоні, «Фінікс Санз»
- Менеджер року: Браян Коланджело, «Фінікс Санз»
- Приз за спортивну поведінку: Грант Гілл, «Орландо Меджик»

| - Перша збірна всіх зірок: - F – Тім Данкан, «Сан-Антоніо Сперс» - F – Дірк Новіцкі, «Даллас Маверікс» - C – Шакіл О'Ніл, «Маямі Гіт» - G – Аллен Айверсон, «Філадельфія Севенті-Сіксерс» - G – Стів Неш, «Фінікс Санз» | - Друга збірна всіх зірок: - F – Леброн Джеймс, «Клівленд Кавальєрс» - F – Кевін Гарнетт, «Міннесота Тімбервулвз» - C – Амаре Стадемаєр, «Фінікс Санз» - G – Двейн Вейд, «Маямі Гіт» - G – Рей Аллен, «Сіетл Суперсонікс» | - Третя збірна всіх зірок - F – Трейсі Макгреді, «Х'юстон Рокетс» - F – Шон Меріон, «Фінікс Санз» - C – Бен Воллес, «Детройт Пістонс» - G – Кобі Браянт, «Лос-Анджелес Лейкерс» - G – Гілбер Арінас, «Вашингтон Візардс» |

| - Перша збірна всіх зірок захисту - F – Кевін Гарнетт, «Міннесота Тімбервулвз» - F – Тім Данкан, «Сан-Антоніо Сперс» - C – Бен Воллес, «Детройт Пістонс» - G – Брюс Боуен, «Сан-Антоніо Сперс» - G – Ларрі Г'юз, «Вашингтон Візардс» | - Друга збірна всіх зірок захисту - F – Тайшон Прінс, «Детройт Пістонс» - F – Андрій Кириленко, «Юта Джаз» - C – Маркус Кембі, «Денвер Наггетс» - G – Джейсон Кідд, «Нью-Джерсі Нетс» - G – Двейн Вейд, «Маямі Гіт» - G – Чонсі Біллапс, «Детройт Пістонс» |

| - Перша збірна новачків - Емека Окафор, «Шарлотт Бобкетс» - Двайт Говард, «Орландо Меджик» - Бен Гордон, «Чикаго Буллз» - Андре Ігуодала, «Філадельфія Севенті-Сіксерс» - Луол Денг, «Чикаго Буллз» | - Друга збірна новачків НБА - Ненад Крстич, «Нью-Джерсі Нетс» - Джош Сміт, «Атланта Гокс» - Джош Чілдресс, «Атланта Гокс» - Джамір Нельсон, «Орландо Меджик» - Ел Джефферсон, «Бостон Селтікс» |

### Гравець місяця
| Місяць             | Східна конференція                                   | Західна конференція                           |
| ------------------ | ---------------------------------------------------- | --------------------------------------------- |
| Жовтень — листопад | Леброн Джеймс («Клівленд Кавальєрс») (1/2)           | Стів Неш («Фінікс Санз») (1/1)                |
| Грудень            | Двейн Вейд («Маямі Гіт») (1/1)                       | Дірк Новіцкі («Даллас Маверікс») (1/2)        |
| Січень             | Леброн Джеймс («Клівленд Кавальєрс») (2/2)           | Кріс Веббер («Сакраменто Кінґс») (1/1)        |
| Лютий              | Вінс Картер («Нью-Джерсі Нетс») (1/1)                | Дірк Новіцкі («Даллас Маверікс») (2/2)        |
| Березень           | Шакіл О'Ніл («Маямі Гіт») (1/1)                      | Кевін Гарнетт («Міннесота Тімбервулвз») (1/1) |
| Квітень            | Аллен Айверсон («Філадельфія Севенті-Сіксерс») (1/1) | Амаре Стадемаєр («Фінікс Санз») (1/1)         |

### Новачок місяця
| Місяць             | Східна конференція                     | Західна конференція                            |
| ------------------ | -------------------------------------- | ---------------------------------------------- |
| Жовтень — листопад | Емека Окафор («Шарлотт Бобкетс») (1/3) | Девін Гарріс («Даллас Маверікс») (1/1)         |
| Грудень            | Емека Окафор («Шарлотт Бобкетс») (2/3) | Бено Удрих («Сан-Антоніо Сперс») (1/1)         |
| Січень             | Бен Гордон («Чикаго Буллз») (1/3)      | Джей Ар («Нью-Орлінс Горнетс») (1/3)           |
| Лютий              | Бен Гордон («Чикаго Буллз») (2/3)      | Джей Ар («Нью-Орлінс Горнетс») (2/3)           |
| Березень           | Бен Гордон («Чикаго Буллз») (3/3)      | Джей Ар («Нью-Орлінс Горнетс») (3/3)           |
| Квітень            | Емека Окафор («Шарлотт Бобкетс») (3/3) | Шон Лівінгстон («Лос-Анджелес Кліпперс») (1/1) |

### Тренер місяця
| Місяць             | Східна конференція                      | Західна конференція                        |
| ------------------ | --------------------------------------- | ------------------------------------------ |
| Жовтень — листопад | Джонні Девіс («Орландо Меджик») (1/1)   | Нейт Макміллан («Сіетл Суперсонікс») (1/1) |
| Грудень            | Стен Ван Ганді («Маямі Гіт») (1/2)      | Майк Д'Антоні («Фінікс Санз») (1/1)        |
| Січень             | Скотт Скайлс («Чикаго Буллз») (1/1)     | Майк Фрателло («Мемфіс Ґріззліс») (1/1)    |
| Лютий              | Ларрі Браун («Детройт Пістонс») (1/1)   | Джордж Карл («Денвер Наггетс») (1/2)       |
| Березень           | Стен Ван Ганді («Маямі Гіт») (2/2)      | Джордж Карл («Денвер Наггетс») (2/2)       |
| Квітень            | Лоуренс Френк («Нью-Джерсі Нетс») (1/1) | Ейврі Джонсон («Даллас Маверікс») (1/1)    |